# Oeneis oslari
Oeneis oslari är en fjärilsart som beskrevs av Henry Skinner 1911. Oeneis oslari ingår i släktet Oeneis och familjen praktfjärilar. Inga underarter finns listade i Catalogue of Life.